# Portrait de Marie-Louise de Parme (Naples)
Le Portrait de Marie-Louise de Parme est une peinture à l'huile sur toile de Francisco de Goya, datant de la fin du XVIIIe siècle, et conservé au Musée national de Capodimonte, à Naples.

## Histoire et description
L'œuvre date de la fin du XVIIIe siècle, et représente la reine Marie-Louise de Bourbon-Parme : elle est accompagnée d'une peinture de son mari ; les deux portraits sont arrivés à Naples à la demande de la fille du souverain, Marie-Isabelle d'Espagne, et conservés dans la galerie privée du palais royal de Capodimonte, où ils sont toujours exposés. La toile de Goya peut être rapprochée de nombre de ses œuvres représentant la famille royale, exposées en grande partie au Musée du Prado de Madrid.
Le peintre essaie de représenter un personnage physiquement ressemblant : le résultat, cependant, est ici sans concession. Comme pour le portrait de son mari, le jugement est sévère. La reine est représentée dans une lumière presque fantomatique, de sorte qu'elle semble émerger de l'obscurité, son visage est sombre, révélant son attitude dissolue qui a souvent conduit à des affrontements avec ses sujets, son sourire faux et pincé, symbole d'une dynastie désormais en décadence; les mains sont appuyées sur le ventre, tenant un éventail fermé. Seuls les vêtements sont élégants, en total contraste avec le reste de la peinture.